# アイスクリー娘。
アイスクリー娘。（アイスクリーむすめ。、中文表記：冰淇淋少女組。、英文表記：Ice Creamusume。）は、ハロー!プロジェクト（以下ハロプロ）初の海外オーディション「早安家族New Star」にて合格したメンバーによって結成された女性歌手グループ、女性アイドルグループ。

## 概要
台湾を中心に活動しているハロー!プロジェクトの研修生により結成されたハロプロ台湾のグループ。メンバーのほとんどは学生であるため、大々的な芸能活動は主に長期休暇（夏休みなど）を主体とし、日本と台湾の両方でアーティスト活動を並行して活動していく予定であったが、日本で行われた2009年の夏のHello!Projectコンサート出演以降、台湾で数回イベントに出演した後、公式な発表がないまま事実上の活動休止状態となり、その後、アイスクリー娘。自体がどうなったのかという詳細は不明である（公式ブログもリニューアルのため一時閉鎖し、後に再開することが告知されていたが、一時閉鎖後そのまま再開されていない）。

## メンバー
- 吳思璇（シェンシェン、喜樂）（1988年1月10日 - ）リーダー
- 鍾安琪（アンチー、安琪）（1989年7月23日 - ）サブリーダー
- 曾德萍（ペイペイ、傻白）（1991年2月10日 - ）
- 趙國蓉（ヨウコ、燈泡）（1992年8月28日 - ）
- 邱翠玲（レイレイ、阿翠）（1994年1月16日 - ）
- 古筠（グーチャン、小筠）（1996年12月14日 - ）

## 略歴
※主に日本での活動事項
2008年
- 5月24日、ハロー!プロジェクト初の海外オーディション「早安家族 New Star」オーデション募集開始。[1]
- 9月21日、ハロー!プロジェクト初の海外オーディション「早安家族 New Star」6名合格者決定。[2]
- 11月8日、ボイストレーニング、レコーディング等を行うため、9日間日本に滞在。
- 12月18日、オフィシャルブログオープン。
- 12月26日、正式にデビューすることを台湾と日本で同時に発表。[3]

2009年
- 1月9日、1stミニアルバム「1st最棒!」が台湾で発売。
- 1月31日、1stミニアルバム「1st最高!」が日本で発売。「Hello! Project 2009 Winter 決定! ハロ☆プロ アワード'09 〜エルダークラブ卒業記念スペシャル〜」にてお披露目。[4]
- 7月7日、1stミニアルバム「1st最棒!」が中国で発売。
- 8月、「Hello! Project 2009 SUMMER 革命元年 〜Hello! チャンプル〜」の大阪厚生年金会館、中野サンプラザ公演に出演。[5]

2010年
- 11月、公式サイトのアーティスト一覧から削除され、ハロー!プロジェクトを離脱した。
- アイスクリー娘。解散[要出典]。

## ディスコグラフィー

### ミニアルバム
- 1st最高!（2009年1月31日）

1. デビュー!〜恋する角には福来る〜 (中国語Ver.)
作詞・作曲：つんく　編曲：高橋諭一　中文詞：何啓弘
2. モーニングコーヒー (中国語Ver.)
作詞・作曲：つんく　編曲：高橋諭一　中文詞：鄭淑妃
3. 雨の降らない星では愛せないだろう? (中国語Ver.)
作詞・作曲：つんく　編曲：湯浅公一　中文詞：鄭昭仁
4. 恋愛レボリューション21 (中国語Ver.)
作詞・作曲：つんく　編曲：ダンス☆マン　中文詞：鄔裕康
5. Go Girl 〜恋のヴィクトリー〜 (中国語Ver.)
作詞・作曲：つんく　編曲：鈴木Daichi秀行　中文詞：何啓弘
6. デビュー!〜恋する角には福来る〜
作詞・作曲：つんく　編曲：高橋諭一
7. モーニングコーヒー
作詞・作曲：つんく　編曲：高橋諭一

## 出演

### テレビ
- 早安家族New Star（2008年6月 - 9月21日）
- 鑽石夜総会（2009年2月1日、15日）
- 娯楽百分百（2009年2月7日、3月7日、16日、23日）
- 歓楽幸運星（2009年2月12日、16日）
- 綜藝大哥大（2009年2月14日、28日）
- MTV FUN音楽（2009年2月23日 - 25日）